# Кашіма (Саґа)

Каші́ма (яп. 鹿島市, かしまし, МФА: [kaɕima ɕi̥]?) — місто в Японії, в префектурі Саґа.     Отримало статус міста 1954 року. Площа становить 112,10 км². Станом на 1 серпня 2011 року населення складало 30 620  осіб, густота населення — 273 осіб/км².     

## Історія
Кашіма отримала статус міста 1 квітня 1954 року.